# Église de la Transfiguration de Žabare
Pour les articles homonymes, voir Église de la Transfiguration.
L'église de la Transfiguration de Gorovič (en serbe cyrillique : Црква Светог Преображења у Жабарима ; en serbe latin : Crkva Svetog Preobraženja u Žabarima) est une église orthodoxe serbe située à Žabare, dans le district de Šumadija et dans la municipalité de Topola en Serbie. Elle est inscrite sur la liste des monuments culturels protégés de la république de Serbie (identifiant no SK 2110).

## Présentation
L'église, construite au milieu du XIXe siècle, mesure 36 m de haut, ce qui en fait la plus vaste de l'éparchie de Šumadija.
Caractéristique d'un style mêlant le classique et le baroque, elle est construite sur la base d'un plan tréflé. Elle est constituée d'une nef unique prolongée par une abside demi-circulaire ; de part et d'autre de la zone de l'autel se trouvent deux autres absides, elles aussi demi-circulaires. L'intérieur est doté d'une voûte en berceau, recouverte à l'extérieur par un toit à pignon. La nef est également précédée par un petit narthex surmonté à l'extérieur par un clocher baroque construit sur une base carrée. Jusqu'en 1909, un dôme s'élevait au-dessus de la zone de l'autel mais il a été détruit par un tremblement de terre. La décoration des façades est très simple ; les ouvertures cintrées sont surmontées d'une série d'arcatures aveugles moulées dans le plâtre ; une corniche borde le toit au niveau des façades nord et sud. Tous les portails sont encadrés de grès rouge.
L'iconostase, sculptée dans le bois, est de style néo-classique ; elle est décorée d'une série de plantes stylisées entrelacées et de huit colonnes corinthiennes blanches. Elle abrite 19 icônes peintes par Stevan Todorović et caractéristiques du style nazaréen.